# Zdobutkivska, Talne
Zdobutkivska (în ucraineană Здобутківська) este o comună în raionul Talne, regiunea Cerkasî, Ucraina, formată numai din satul de reședință.

## Demografie
Componența lingvistică a comunei Zdobutkivska
     Ucraineană (98,33%)
     Rusă (1,53%)
     Alte limbi (0,14%)
Conform recensământului din 2001, majoritatea populației comunei Zdobutkivska era vorbitoare de ucraineană (98,33%), existând în minoritate și vorbitori de rusă (1,53%).